# Ko Kra
Ko Kra, thailändska เกาะกระ, är en ögrupp bestående av tre mindre öar i södra delen av Thailandviken, i provinsen Nakhon Si Thammarat i södra Thailand. Ögruppen ska inte förväxlas med ögruppen med samma namn i Chumpon-provinsen, Ko Kra eller med Mu Ko Kra (หมู่เกาะกระ), en ögrupp väster om Ko Mak i Trat-provinsen. Det finns också en ort som namnet kan förväxlas med, Ko-kra i regionen Kayah i centrala delarna av Myanmar.

## Geografi
Ko Kra-arkipelagen ligger ungefär 54 km från fastlandet och består av de tre öarna Ko Kra Yai, Ko Kra Klang och Ko Kra Lek och en liten stenig holme, Hin Ko Kra. Området är populärt bland sportdykare, trots att det ligger långt från kusten.
Ko Kra har fått sitt namn efter det inhemska namnet på den starkt hotade oäkta karettsköldpaddan, som finns i området. Dykare kan också möta svartfenshajar och mantor i dessa farvatten.

## Gränstvist
Ko Kra-arkipelagen må vara obebodd och karg, men har ändå varit en del i en gränstvist mellan Malaysia och Thailand. Tvisten omfattade också Ko Losin. Dispyten gällde kontinentalsockeln mellan de två länderna, där dessa hade olika utgångspunkter för hur gränsen skulle dras. Thailand utgick från Kuala Tabar vid sina beräkningar, en plats som definierades vid det anglo-siamesiska fördraget 1909 mellan Storbritannien och Konungariket Siam. Från Kuala Tabar dras då gränsen norrut till Ko Losin och sedan nordväst till Ko Kra. Malaysia, å sin sida, erkände inte en dragning enligt detta traktat, utan beräknade kontinentalsockeln utifrån landgränsen längs hela kustlinjen. Indien har uttalat stöd för Thailands ståndpunkt.
Som en tillfällig lösning av tvisten undertecknade Malaysia och Thailand den 21 februari 1979 en promemoria om att bilda ett utvecklingsområde på 7 250 km som innefattar hela det omtvistade området. Avtalet medger ett gemensamt nyttjande av tillgångarna i utvecklingsområdet. Promemorian följdes den 30 maj 1990 av ett mer regelrätt avtal.
Thailands sätt att beräkna gränsen har tidigare också stött på motstånd från Vietnam, där beräkningssättet medförde en tvist gällande 6 074 kvadratkilometer.
1999 nådde Malaysia, Thailand och Vietnam ett gemensamt avtal kring nyttjandet av områden som ligger I gränszonen mellan de tre länderna, som baserades på det tidigare avtalet mellan Thailand och Malaysia.

## Klimat
Det tropiska klimatet i Thailand är ett sommarmonsunklimat, med kraftiga monsunregn från maj till oktober och torrtid från oktober till maj. Det är svalast i slutet av regntiden och början på torrtiden. I slutet av torrtiden kan det vara 34–37 grader varmt.